# 黄业斌
黄业斌（1957年9月—），男，汉族，广东阳江人，中华人民共和国政治人物，中国共产党党员，第十三届全国人民代表大会广东地区代表。

## 生平
2013年1月，当選广东省人大常委会副主任。
2018年2月24日，当选为第十三届全国人大代表。
2021年1月，屆齡退休。